# Westfälischer Reiterverein

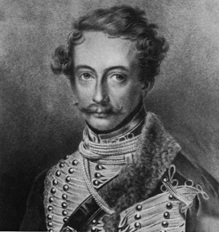
Erster Präsident des Vereins, Freiherr Engelbert von Landsberg-Velen zu Steinfurt

Der im Jahre 1835 gegründete Westfälische Reiterverein e. V. mit Sitz im westfälischen Münster ist der älteste Reiterverein in Deutschland und Ausrichter des alljährlichen Turnier der Sieger.
Seine Gründung fiel in eine Zeit, als in Deutschland nach dem Ende der Koalitionskriege ein Mangel an Pferden bestand und die Pferdezucht am Boden lag. Das vornehmliche Ziel lag daher im Wiederaufbau der Pferdezucht. So wurden Freischeine an die Züchter ausgegeben, wodurch sie für die Zucht auf die Hengste eines Landgestüts in Warendorf zurückgreifen konnten. Zusätzlich erwarb der Verein Vollbluthengste aus dem Ausland und lieh Stuten aus England aus.
Um die Pferdezüchter zu motivieren, organisierte der Verein Reitturniere, zunächst ausschließlich in Form von Pferderennen. Die ersten Rennen fanden auf der Loddenheide unter provisorischen Bedingungen statt, die dennoch bis zu 10.000 Besucher anlockten. Ab dem Jahre 1890 veranstaltete der Westfälische Reiterverein seine Pferderennen an einer neu errichteten Rennbahn an der Hammer Straße in der Nähe des Preußenstadions, zu jener Zeit noch außerhalb der Stadt Münster. Zu dieser Zeit war der Verein der bedeutendste Reiterverein im Westen von Deutschland, sowohl in Hinblick auf die Anzahl der ausgetragenen Rennen als auch in der Höhe der Siegprämien.
Nach dem Zweiten Weltkrieg, als die meisten Pferde verloren waren und die Rennbahn größtenteils zerstört wurde, änderte sich die Ausrichtung des Reitervereins. Zunächst unterstützte er andere Vereine bei der Ausrichtung von Turnieren. Anschließend wandte er sich dem Springreiten und Dressurreiten zu, Disziplinen, die in der Zeit der Weimarer Republik zunehmend populärer wurden. Im Jahre 1955 veranstaltete der Westfälische Reiterverein das erste Turnier der Sieger auf der Westerholt’schen Wiese, auf der er bereits vor dem Ausbruch des Zweiten Weltkrieges ein eigenes Turnier veranstaltet hatte. Dieses Turnier wird seitdem alljährlich vom Verein ausgetragen und findet neben dem Austragungsort vor dem Schloss noch immer auf der Westerholt’schen Wiese statt.

## Präsidenten
- 1835–1878: Freiherr Engelbert von Landsberg-Velen und Steinfurt
- 1878–1915: Freiherr Ignatz von Landsberg-Velen und Steinfurt
- 1915–1941: Otto Fürst zu Salm-Horstmar
- 1945–1959: Bernhard Salzmann
- 1960–1961: Busso Peus
- 1968–1980: Fritz A. Greis
- 1980–1993: Egbert Snoek
- seit 1993: Hendrik Snoek